# Ponte Nossa
Ponte Nossa ist eine norditalienische Gemeinde (comune) mit 1695 Einwohnern (Stand 31. Dezember 2023) in der Provinz Bergamo in der Lombardei. Die Gemeinde liegt etwa 27 Kilometer nordöstlich von Bergamo am Fuße des Corno Guazza im Valle Seriana am Serio.
Erstmals urkundlich erwähnt wurde der Ort 1027.

## Söhne und Töchter der Gemeinde
- Marino Perani  (1939–2017), Fußballspieler und -trainer

## Einzelnachweise

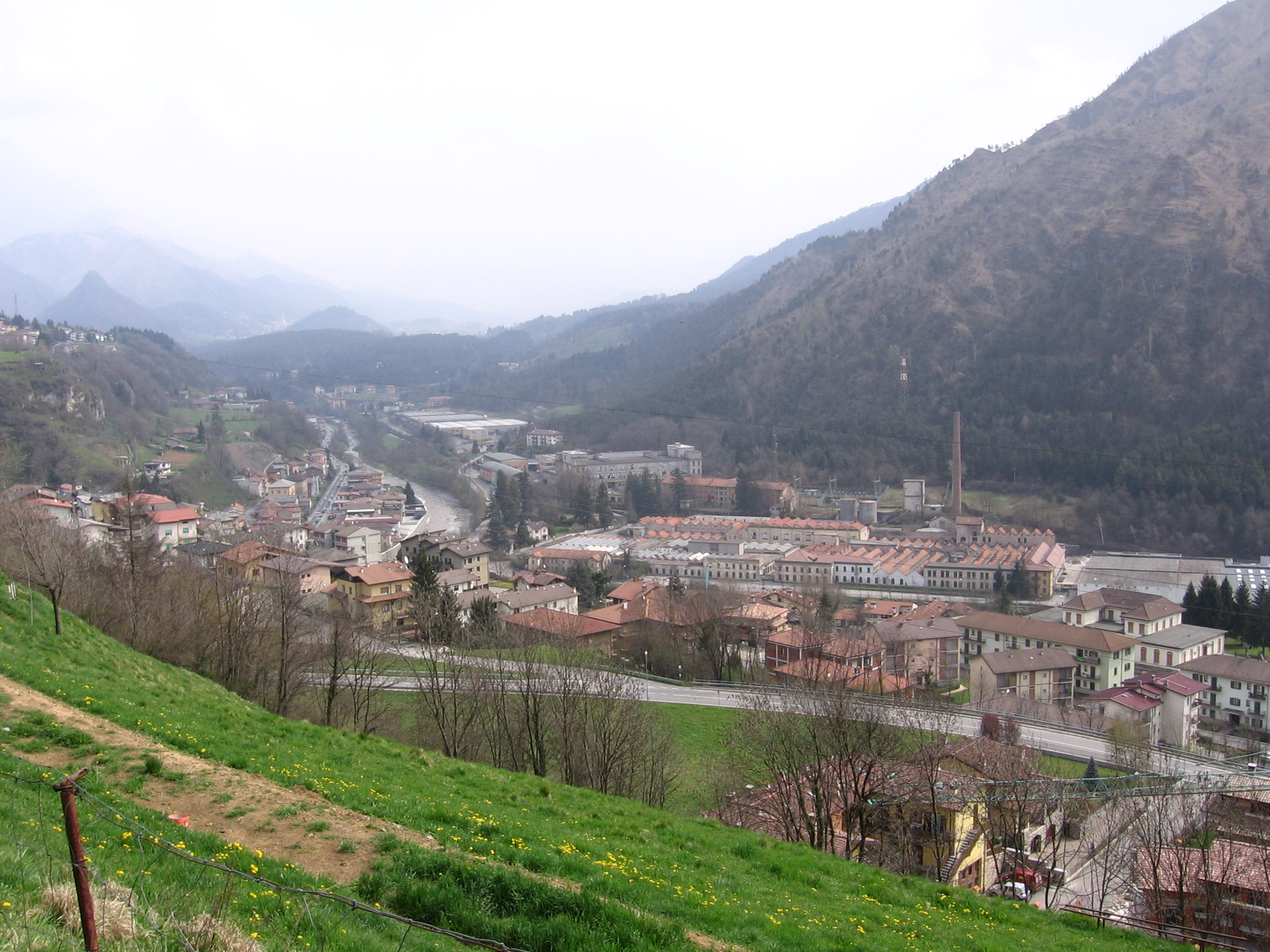
Panorama von Ponte Nossa